# Lokomotiv Tachkent
 (décembre 2022).
Si vous disposez d'ouvrages ou d'articles de référence ou si vous connaissez des sites web de qualité traitant du thème abordé ici, merci de compléter l'article en donnant les références utiles à sa vérifiabilité et en les liant à la section « Notes et références ».
Maillots
Le Futbol klubi Lokomotiv Tachkent (en ouzbek : футбол клуби Локомотив Тошкент), plus couramment abrégé en Lokomotiv Tachkent, est un club ouzbek de football fondé en 2002 et basé à Tachkent, la capitale du pays.

## Histoire du club

### Dates clés
- 2002 : fondation du club
- 2004 : 1re participation en 1re division ouzbek
- 2013 : 1re participation à la Ligue des champions de l'AFC

## Bilan sportif

### Palmarès
| \| - Championnat d'Ouzbékistan (3) : - Champion : 2016, 2017 et 2018. - Vice-champion : 2013, 2014, 2015 et 2019. - Coupe d'Ouzbékistan (3) : - Vainqueur : 2014, 2016 et 2017. \| \| - Supercoupe d'Ouzbékistan (2) : - Vainqueur : 2015 et 2019. - Finaliste : 2014. \| |  |                                                                                  |
| - Championnat d'Ouzbékistan (3) : - Champion : 2016, 2017 et 2018. - Vice-champion : 2013, 2014, 2015 et 2019. - Coupe d'Ouzbékistan (3) : - Vainqueur : 2014, 2016 et 2017.                                                                                              |  | - Supercoupe d'Ouzbékistan (2) : - Vainqueur : 2015 et 2019. - Finaliste : 2014. |

### Bilan par saison
Légende
- Vainqueur de la compétition
- Vice-champion ou finaliste de la compétition
- Troisième de la compétition
- Promu en division supérieure
- Relégué en division supérieure

| Saison | Championnat | Championnat | Championnat | Championnat | Championnat | Championnat | Championnat | Championnat | Championnat | Championnat | Coupe d'Ouzbékistan |
| Saison | Division    | Pos         | Pts         | J           | V           | N           | D           | BP          | BC          | Diff        | Coupe d'Ouzbékistan |
| ------ | ----------- | ----------- | ----------- | ----------- | ----------- | ----------- | ----------- | ----------- | ----------- | ----------- | ------------------- |
| 2002   | 2e          | 8e          | 50          | 32          | 15          | 5           | 12          | 48          | 36          | +12         | —                   |
| 2003   | 2e          | 2e          | 63          | 28          | 20          | 3           | 5           | 78          | 22          | +56         | Premier tour        |
| 2004   | 1re         | 6e          | 36          | 26          | 10          | 6           | 10          | 37          | 35          | +2          | Quarts de finale    |
| 2005   | 1re         | 10e         | 30          | 26          | 9           | 3           | 14          | 39          | 46          | -7          | Quarts de finale    |
| 2006   | 1re         | 9e          | 38          | 30          | 10          | 8           | 12          | 39          | 55          | -16         | Huitièmes de finale |
| 2007   | 1re         | 14e         | 26          | 30          | 6           | 8           | 16          | 25          | 44          | -19         | Seizièmes de finale |
| 2008   | 1re         | 8e          | 37          | 30          | 11          | 4           | 15          | 41          | 38          | +3          | Seizièmes de finale |
| 2009   | 1re         | 6e          | 42          | 30          | 11          | 9           | 10          | 34          | 40          | -6          | Seizièmes de finale |
| 2010   | 1re         | 13e         | 23          | 26          | 6           | 5           | 15          | 20          | 38          | -18         | Demi-finales        |
| 2011   | 2e          | 1er         | 79          | 30          | 25          | 4           | 1           | 102         | 11          | +91         | Huitièmes de finale |
| 2012   | 1re         | 3e          | 49          | 26          | 14          | 7           | 9           | 43          | 22          | +21         | Quarts de finale    |
| 2013   | 1re         | 2e          | 60          | 26          | 19          | 3           | 4           | 63          | 21          | +42         | Demi-finales        |
| 2014   | 1re         | 2e          | 64          | 26          | 20          | 4           | 2           | 58          | 21          | +37         | Vainqueur           |
| 2015   | 1re         | 2e          | 74          | 30          | 23          | 5           | 2           | 66          | 22          | +44         | Demi-finales        |
| 2016   | 1re         | 1er         | 74          | 30          | 23          | 5           | 2           | 77          | 24          | +53         | Vainqueur           |
| 2017   | 1re         | 1er         | 70          | 30          | 22          | 4           | 4           | 67          | 20          | +47         | Vainqueur           |
| 2018   | 1re         | 1er         | 46          | 20          | 14          | 4           | 2           | 37          | 17          | +20         | Quarts de finale    |
| 2019   | 1re         | 2e          | 49          | 26          | 13          | 10          | 3           | 40          | 17          | +23         | Huitièmes de finale |
| 2020   | 1re         | 9e          | 35          | 26          | 10          | 5           | 11          | 28          | 38          | -10         | Huitièmes de finale |
| 2021   | 1re         | 7e          | 39          | 26          | 11          | 6           | 9           | 37          | 32          | +5          | Huitièmes de finale |

## Personnalités du club

### Entraineurs du club
- Anvar Jabbarov (2002)
- Tura Shaymardanov (2003)
- Andrey Miklyaev (2004)
- Rustam Mirsodiqov (2005)
- Tura Shaymardanov (2005)
- Ravshan Muqimov (2006)
- Vyacheslav Solokho (2007)
- Ravshan Bozorov (2007)
- Ravshan Muqimov (2007)
- Sergey Kovshov (2008)
- Ravshan Muqimov (2008)
- Vadim Abramov (2009-2010)
- Tachmurad Agamuradov (2010)
- Ravshan Muqimov (2011)
- Khoren Oganessian (2012)
- Ravshan Muqimov (août 2012-mars 2013)
- Khakim Fuzailov (mars 2013-février 2014)
- Vadim Abramov (février 2014-octobre 2015)
- Andreï Mikliaïev (janvier 2016-avril 2018)
- Andrei Fyodorov (avril 2018-juin 2019)
- Samvel Babayan (en) (juin 2019-décembre 2019)
- Andrei Fyodorov (décembre 2019-août 2020)
- Andreï Mikliaïev (août 2020-janvier 2021)
- Micael Sequeira (depuis janvier 2021)

### Anciens joueurs du club
- Bakhtiyor Ashurmatov
- Ravshan Bozorov
- Pavel Bugalo
- Jasur Hasanov
- Azizbek Haydarov
- Sakhob Juraev
- Victor Karpenko
- Ildar Magdeev
- Yannis Mandzukas
- Ivan Nagaev
- Olim Navkarov
- Aleksandr Shadrin
- Zaynitdin Tadjiyev
- Farhod Tojiyev
- Islom Tukhtakhodjaev
- Sanzhar Tursunov
- Oybek Usmankhojaev
- Romik Khachatrian
- Aleksandr Filimonov
- Akmal Kholmatov

## Historique du logo

Historique des logos du Lokomotiv
Ancien logo
Logo actuel